# 荷蘭總務部
總務部（Ministerie van Algemene Zaken）是由荷蘭首相所領導的一個行政部門，類似於德國聯邦總理府（Bundeskanzleramt）。
總務部在1947年成立，由荷蘭首相兼任部門首長。在1959年至1963年間，曾增加一位國務秘書（Staatssecretaris）。
總務部有三大任務：政府政策的協調、荷蘭皇室、以及皇室與政府政策的政府通訊。另外也是荷蘭內閣的秘書處。主辦公室位於荷蘭的政治中心「內庭」。目前約有400位職員，是荷蘭最小的部會。
總務部最重要的部門有：
- 總理辦公室（Het Kabinet van de Minister-President）
- 荷蘭政府新聞處（Rijksvoorlichtingsdienst, RVD）

以下部門也隸屬於總務部，但其運作較為獨立：
- 政府政策科學委員會（Wetenschappelijke Raad voor het Regeringsbeleid, WRR）
- 情報安全監督委員會（Commissie van Toezicht op de Inlichtingen en Veiligheidsdiensten）

## 外部連結
- 荷蘭總務部 （页面存档备份，存于）